# 拝啓。皆さま
『拝啓。皆さま』（はいけい。みなさま）は、日本のバンドplentyの通算1枚目のスタジオ・アルバムである。2009年10月21日発売。発売元はheadphone music label。

## 概要
- 初となるアルバム。

## 収録曲
作詞・作曲：江沼郁弥
1. 理由[4:32]
2. ボクのために歌う吟[5:40]
PV監督は半田淳也。
3. 東京[5:39]
PV監督は半田淳也。
4. ゆれて…[2:39]
5. よわむし[4:28]
6. 後悔[4:16]
7. 拝啓。皆さま[4:12]